# Władysław Jan Studencki
Władysław Jan Studencki (ur. 16 grudnia 1910 w Żywcu, zm. 22 grudnia 1985 w Bytomiu) – polski historyk literatury, literat, poeta.

## Życiorys
Urodził się 16 grudnia 1910 w Żywcu. Od 1921 uczęszczał do Gimnazjum w Białej, a następnie w latach 1923–1929 uczęszczał do Gimnazjum Humanistycznego im. M. Kopernika w Żywcu. Po zdaniu matury w roku 1929 rozpoczął studia na Wydziale-Filozoficznym Uniwersytetu Jagiellońskiego. Po dwóch latach przeniósł się na Uniwersytet Jana Kazimierza we Lwowie. Tam, w 1933 napisał pracę magisterską pt. Satyra antyromantyczna w dobie romantyzmu. Po studiach odbył dwuletnią praktykę nauczycielską zakończoną w 1935 egzaminem państwowym na nauczyciela szkoły średniej. Od 1935 pracował jako polonista m.in. w Średniej Szkole Ogrodniczej w Kijanach, następnie w latach 1936–1939 w Państwowym Gimnazjum i Liceum w Piekarach Śląskich.
W 1934 opublikował swoją pierwszą pracę naukową pt. Do podstaw socjologii literatury. Był autorem wielu prac naukowych z zakresu historii literatury polskiej, w tym ośmiu książek. Interesowały go przede wszystkim biografie wybitnych twórców literatury polskiej: Emila Zegadłowicza, Wacława Berenta, Jana Parandowskiego, Ludwika Marii Staffa, Kornela Ujejskiego i wielu innych. Zajmował się również problemami teoretyczno-literackimi.
Podczas okupacji przebywał w Czatkowicach jako pracownik administracji lasów. Prowadził również na poziomie gimnazjalnym komplety tajnego nauczania.
Po wojnie pracował w I Państwowym Liceum i Gimnazjum w Bytomiu. W latach 1946–1948 pełnił funkcję kierownika Ogniska Metodycznego Języka Polskiego na okręg opolski, był też prezesem kół Towarzystwa Przyjaźni Polsko–Radzieckiej (1947–1949), a także przewodniczącym oddziału Towarzystwa Przyjaciół Nauk. W latach 1947–1948 był członkiem PPS, od 1948 do 1980 należał do PZPR. W 1948 założył Klub Literacki w Bytomiu, który działał pod jego kierownictwem 33 lata i był wzorem dla późniejszych klubów w Gliwicach, Sosnowcu czy Zakopanem. Odbyło się w nim ok. 1200 wieczorów, na których gościli najwięksi pisarze (Jerzy Andrzejewski, Maria Dąbrowska, Jarosław Iwaszkiewicz, Jan Parandowski, Wisława Szymborska), wybitni uczeni (Kazimierz Michałowski, Władysław Tatarkiewicz, Aleksander Gieysztor, Z. Klemensiewicz), podróżnicy, ludzie teatru, muzyki czy filmu.
Od września 1955 związany był z Wyższą Szkołą Pedagogiczną w Opolu, gdzie pracował w Katedrze Historii Literatury Polskiej, a potem w Instytucie Filologii Polskiej. W 1960 obronił pracę doktorską, habilitował się w 1963. W 1972 został profesorem nadzwyczajnym, a w 1977 profesorem zwyczajnym. Od 1975 do śmierci pracował w Wyższej Szkole Pedagogicznej w Częstochowie.
Zmarł w Bytomiu. Pochowany na cmentarzu Mater Dolorosa w Bytomiu.

## Ordery i odznaczenia[2]
- Krzyż Kawalerski Orderu Odrodzenia Polski (1973)
- Złoty Krzyż Zasługi (1971)
- Medal 10-lecia Polski Ludowej (31 marca 1955)[3]
- Medal Komisji Edukacji Narodowej
- Odznaka Zasłużony Nauczyciel PRL
- Odznaka „Zasłużony Działacz Kultury”

## Upamiętnienie
Jest patronem Miejskiej Biblioteki Publicznej w Bytomiu.